# Iwan Podgorodnikow
Iwan Grigoriewicz Podgorodnikow (ros. Иван Григорьевич Подгородников; ur. 1840, zm. 20 marca 1910) – rosyjski senator, rzeczywisty radca stanu, urzędnik w kancelarii kijowskiego generał-gubernatora. Od jesieni 1900 do wiosny 1901 pełnił obowiązki warszawskiego generał-gubernatora.

## Życiorys
Ukończył studia na Uniwersytecie Kijowskim. Deklarował się jako prawosławny.
Był uznawany przez współczesnych za eksperta w dziedzinie prawa, miał duże doświadczenie – był wysokim urzędnikiem w kilku guberniach Królestwa Polskiego. Zdobył opinię człowieka nadzwyczaj pracowitego i znakomitego erudyty.
Generał-gubernator warszawski Piotr Albiedinski darzył Podgorodnikowa zaufaniem i sympatią. Zlecał mu prowadzenie korespondencji z centralnymi organami rządowymi, uczynił go kierownikiem własnej kancelarii. Po śmierci Albedyńskiego (w maju 1883) nowy zwierzchnik Królestwa gen. Iosif Hurko odwołał Podgorodnikowa. Miał zostać przeniesiony poza granice Kraju Nadwiślańskiego, do jednej z wysuniętych najdalej na północ guberni cesarstwa. Ostatecznie dzięki wstawiennictwu swego przyjaciela, byłego gubernatora piotrkowskiego, wiceministra spraw wewnętrznych Nikołaja Zinowjewa Podgorodnikow uniknął „zesłania”, jednak do odwołania gen. Hurki z Królestwa (do 1894) zajmował jedynie drugorzędne stanowiska. Dymisja urzędnika mogła mieć związek z faktem, że jego matka była Polką. Okoliczność ta być może stanowiła dla gen. Hurki wygodny pretekst do odsunięcia Podgorodnikowa na boczny tor.
Na jesieni 1895 jako gubernator suwalski Podgorodnikow wystosował do wszystkich podległych mu naczelników powiatów i naczelników straży ziemskiej okólnik, zobowiązujący ich do zebrania od okolicznej ludności imiennych oświadczeń, że nie będzie ona jeździć zimą innymi saniami, jak tylko takimi, które mają czysto rosyjski wygląd (trojki rosyjskie). Policja miała prawo niszczyć niewłaściwe sanie napotkane na drogach lub odkryte podczas przeszukania stajni i szop mieszkańców guberni. Rozporządzenia gubernatora, wprost naruszające własność prywatną, mieszkańcy guberni wkrótce oprotestowali, kierując sprawę do warszawskiego generał-gubernatora hr. Szuwałowa. Uznał on wydane przez suwalskiego gubernatora okólniki za nielegalne i zapewnił, że dokonane nadużycia będą ukrócone.
W czasie generał-gubernatorstwa Aleksandra Imeretyńskiego Podgorodnikow był pomocnikiem i kierownikiem jego kancelarii, a także zastępcą generał-gubernatora warszawskiego. Imeretyński, wyróżniający się swoją energią i pomysłami w zarządzie Królestwem, obciążył Podgorodnikowa pracą urzędową. Podgorodnikow podzielał punkt widzenia Imeretyńskiego, iż kwestia robotnicza stanowi większe niebezpieczeństwo dla interesów rządu carsiego w Kongresówce, aniżeli niepodległościowe aspiracje Polaków.
Po śmierci ks. Imeretyńskiego od 30 listopada 1900 do wiosny 1901 Podgorodnikow pełnił obowiązki warszawskiego generał-gubernatora.
Od 1901 do 1905 Podgorodnikow był zastępcą generał-gubernatora Michaiła Czertkowa. W marcu 1905 jako p.o. generał-gubernatora warszawski wydał proklamację, która groziła grzywną do pięciuset rubli lub trzema miesiącami aresztu osobom biorącym udział w akcji wprowadzania języka polskiego do instytucji gminnych.
W Królestwie Polskim zajmował następujące stanowiska:
- 1880 – urzędnik do specjalnych poruczeń w kancelarii warszawskiego generał-gubernatora;
- 1884–1885 – wicegubernator kielecki;
- 1885–1892 – wicegubernator piotrkowski;
- 1892–1895 – gubernator suwalski;
- 1895–1899 – gubernator radomski;
- 1899–1910 – pomocnik generał-gubernatora warszawskiego do spraw cywilnych.